# Lorryia collyerae
Lorryia collyerae är en spindeldjursart som beskrevs av Baker 1968. Lorryia collyerae ingår i släktet Lorryia och familjen Tydeidae. Inga underarter finns listade i Catalogue of Life.